# Bangla Desh (singolo)
Bangla Desh è un brano musicale di George Harrison, pubblicato come singolo di beneficenza nel 1971, per raccogliere fondi in favore dei milioni di profughi della guerra di liberazione bengalese in Bangladesh (all'epoca ancora denominato "Pakistan dell'Est"), e a sostegno della popolazione colpita da carestie, malattia e calamità naturali.
L'ispirazione per la canzone venne a Harrison dall'amico Ravi Shankar, di etnia bengalese, che approcciò l'ex-Beatle chiedendogli di aiutare ad alleviare la sofferenza di quel popolo martoriato da guerra, alluvioni e carestia. La canzone Bangla Desh è stata descritta come "una delle più cocenti affermazioni sociali nella storia della musica", e il successo riscosso dal brano aiutò a guadagnare supporto internazionale alla causa per la quale era stato composto. Nel 2005, il Segretario generale delle Nazioni Unite Kofi Annan ha identificato il successo della canzone con la presa di coscienza collettiva dell'epoca verso la crisi in Bangladesh, attraverso la sua descrizione emotiva della richiesta di aiuto di Shankar.
Bangla Desh venne pubblicata all'apice della popolarità di George Harrison come artista solista, dopo lo scioglimento dei Beatles e l'acclamata uscita del suo triplo album All Things Must Pass del 1970. Il singolo (lato B: Deep Blue) fu il primo 45 giri della musica pop ad essere pubblicato per beneficenza, e uscì tre giorni prima del celebre "Concerto per il Bangladesh" che si svolse al Madison Square Garden di New York. Il singolo divenne un successo da Top 10 nel Regno Unito e in Europa, e negli Stati Uniti raggiunse la posizione numero 23 nella classifica Billboard Hot 100. La registrazione venne co-prodotta da Phil Spector ed include il contributo musicale di Leon Russell, Jim Horn, Ringo Starr e Jim Keltner.

## Il brano

### Origine e storia

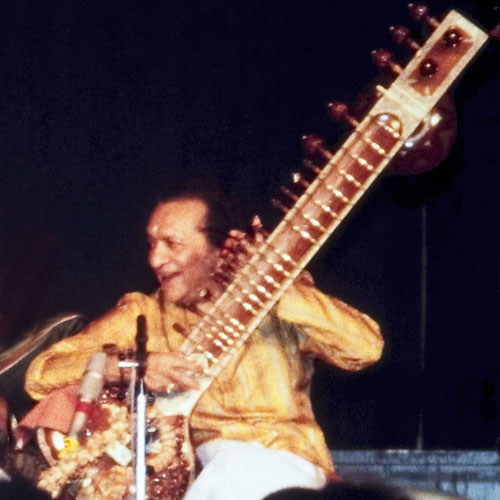
Ravi Shankar, mise a conoscenza George Harrison della crisi in Bangladesh

Nella primavera del 1971, George Harrison si era guadagnato la reputazione di ex-Beatle più di successo durante il primo anno di carriera solista dopo lo scioglimento della band; nelle parole del biografo Elliot Huntley, egli, in quel particolare periodo, "non avrebbe potuto essere più popolare agli occhi del pubblico". Harrison nei mesi successivi alla pubblicazione dell'acclamato All Things Must Pass, aveva inoltre collaborato con vari artisti come la moglie di Phil Spector, Ronnie Spector, per la quale aveva composto il brano Try Some, Buy Some; Ringo Starr, del quale aveva prodotto il singolo It Don't Come Easy, dopo le sessioni originali per la canzone tenutesi nel marzo 1970; Bobby Whitlock, cantante e tastierista dei Derek and the Dominos, per il quale Harrison e Eric Clapton suonarono la chitarra nel suo album solista omonimo; e l'ex pianista degli Spooky Tooth Gary Wright.

La bandiera adottata dalla recentemente costituitasi nazione del Bangladesh nel 1971

Un altro progetto al quale collaborò l'ex-Beatle fu un documentario sulla vita e la musica di Ravi Shankar, Raga di Howard Worth (1971), per il quale Harrison aiutò a racimolare fondi e organizzò la distribuzione attraverso la Apple Films. Con Harrison anche nelle vesti di produttore discografico per l'album della colonna sonora, i lavori iniziarono con Shankar a Los Angeles durante l'aprile 1971 per poi riprendere a fine giugno, dopo le sessioni che George produsse per l'album dei Badfinger a Londra.
Bengalese di nascita, Shankar aveva già parlato della crisi in Bangladesh all'amico Harrison, durante la sua permanenza a casa dell'ex-Beatle, a Friar Park, a inizio anno. Lo Stato precedentemente denominato "Pakistan dell'Est" aveva sofferto perdite di circa 300,000 persone a causa del ciclone Bhola che aveva investito il Paese il 12 novembre 1970, e l'indifferenza mostrata dal governo del Pakistan dell'Ovest, in particolare dal Presidente Yahya Khan, era solo una delle ragioni per le quali il Movimento di liberazione Bengalese era insorto per chiedere l'indipendenza della nazione il 25 marzo 1971. Questa dichiarazione d'indipendenza non ufficiale, aveva immediatamente causato la mobilitazione militare delle truppe di Khan, e tre giorni dopo scoppiò la guerra civile. Il 13 giugno, iniziarono a circolare i resoconti del sistematico massacro della popolazione. Insieme alle piogge torrenziali che causarono gravi inondazioni, tutto questo causò la fuga di vari milioni di profughi in India. «Ero in uno stato d'animo molto triste, avendo letto queste notizie», raccontò Shankar alla rivista Rolling Stone, «e dissi: "George, questa è la situazione, so che non ti riguarda, so che non puoi immedesimarti". Ma mentre gliene parlavo, George rimase profondamente scosso; ... e fu lui a dirmi: "Si, penso di poter fare qualcosa".»
Quindi, Harrison si mobilitò subito organizzando il "Concerto per il Bangladesh" al Madison Square Garden di New York, domenica 1º agosto, il cui ricavato sarà devoluto in beneficenza alla popolazione del Bangladesh. Per organizzare il tutto, furono necessarie sei settimane di frenetiche attività che tennero occupato George tra New York, Los Angeles e Londra, per reclutare musicisti e preparare il tutto.

### Composizione
Shankar e Harrison erano costernati dal fatto che i mass media occidentali fossero restii a riportare tutto quello che stava accadendo in Bangladesh, genocidio di massa compreso. Quell'estate, emerse anche la notizia di come gli Stati Uniti stessero supportando i generali delle truppe governative di Khan nella loro offensiva, sia finanziariamente che militarmente fornendo loro armi. Rendendosi conto della necessità di puntare i riflettori internazionali sulla situazione in Bangladesh, compresi i campi profughi in India dove stavano scoppiando epidemie di colera a causa delle scarse condizioni igieniche; George Harrison compose in fretta e furia una canzone in supporto alla causa. «Bangla Desh venne scritta in dieci minuti al pianoforte», egli racconterà in seguito. La traduzione del titolo è "nazione del Bengala", e il fatto che Harrison stesso sbagliasse a scrivere il nome della nazione del Bangladesh in due parole separate "Bangla" e "Desh", è emblematico di quanto poco fosse conosciuto all'epoca in Occidente quel piccolo Stato asiatico appena formatosi.
Dal punto di vista testuale, Harrison non accenna alle ragioni politiche dietro il problema, ma si concentra sul messaggio umanitario. Dietro suggerimento di Leon Russell, Harrison iniziò la canzone con una breve strofa che illustra la sua introduzione personale alla crisi in Bangladesh:
(Bangla Desh, George Harrison)
Queste parole si riferiscono alla richiesta d'aiuto di Ravi Shankar, che il musicista indiano aveva fatto all'ex-Beatle quando lo informò della situazione in Bangladesh. Il resto della canzone è incentrato sul messaggio senza compromessi "dobbiamo salvare il Bangladesh", "dobbiamo alleviare le pene del Bangladesh", poiché migliaia di rifugiati, in gran parte bambini, stanno morendo a causa degli effetti di guerra, fame e malattie.
Dal punto di vista musicale il brano possiede un arrangiamento complesso, una miscela di rock e suggestioni indiane che contribuiscono a donare alla traccia drammaticità e cupezza. Nel brano sono presenti numerosi assoli, si alternano chitarra slide, pianoforte e sassofono; mentre il finale propone una chiusura a tempo raddoppiato tipica del drut, la sezione veloce che conclude i raga indiani. Non del tutto impeccabile fu la prova canora di Harrison, la cui voce è debole e opaca nell'esecuzione nonostante il riverbero aggiunto da Spector per coprirne le pecche. Probabilmente fu il poco tempo a disposizione per l'incisione del pezzo e l'urgenza di far uscire il singolo prima dello svolgimento del concerto per il Bangladesh, la causa della non perfettamente rifinita esecuzione vocale.

### Registrazione
Con poco tempo disponibile per provare il concerto di New York, il singolo Bangla Desh fu inciso in tutta fretta a Los Angeles. Le fonti divergono circa il luogo e la data delle sessioni: lo studio Record Plant West sembrerebbe essere la scelta più probabile, anche se sono state avanzate ipotesi differenti come gli A&M Studios di New York o i Wally Heider Studios di Los Angeles; mentre le sessioni ebbero luogo il 4–5 luglio e le sovraincisioni presumibilmente il 10 luglio. Phil Spector co-produsse la registrazione con Harrison, ma come per i dettagli delle sessioni, l'esatta formazione dei musicisti che suonarono nella traccia è materia di congetture. Secondo Simon Leng, che consultò Klaus Voormann e Jim Horn per il suo libro While My Guitar Gently Weeps, la line-up incluse Harrison, Leon Russell (piano), Horn (sassofono), Voormann (basso), Starr, Jim Keltner (batteria entrambi) e Billy Preston (organo).
Bangla Desh segnò l'inizio della collaborazione musicale di Harrison con Jim Horn, che sarebbe diventato un suo collaboratore abituale. Fu anche la prima volta che Jim Keltner suonò in un disco di George Harrison, anche se i due musicisti avevano già lavorato insieme nel corso delle sessioni dell'album Imagine di John Lennon (1971).

## Pubblicazione
Su insistenza di Harrison, la Capitol Records, distributrice dei dischi Apple negli Stati Uniti, mise in funzione tutti e quattro i suoi impianti di stampaggio per la produzione delle copie del singolo Bangla Desh; così da far arrivare alle radio una copia promozionale dello stesso in modo da avere una programmazione immediata. Per la copertina del 45 giri statunitense, il designer Tom Wilkes scelse un collage di articoli del New York Times dove erano presenti riferimenti alla crisi in Bangladesh. Al titolo della canzone in copertina fu aggiunto il sottotitolo (We've Got to Relieve). Sulla copertina erano anche riportati i dettagli del "George Harrison–Ravi Shankar Special Emergency Relief Fund" (a cura dell'UNICEF), al quale sarebbero stati devoluti i proventi ricavati dalle vendite del singolo. Il retro di copertina della versione USA del singolo aveva una fotografia di una madre sconsolata che confortava il figlio denutrito. La stessa immagine fu utilizzata anche per la copertina principale del 45 giri in Danimarca e Giappone.
Accoppiata con la canzone Deep Blue come B-side, la canzone Bangla Desh venne pubblicata su singolo il 28 luglio 1971 negli Stati Uniti (n. cat. Apple 1836), e due giorni dopo in Gran Bretagna (R 5912). Il 45 giri raggiunse la decima posizione nel Regno Unito e la numero 23 nella classifica statunitense Billboard Hot 100. Il singolo andò molto bene in Scandinavia, arrivando nella top 10 sia in Svezia sia in Norvegia.

## Tracce singolo
Apple 1836 - USA
1. Bangla Desh (George Harrison) - 3:57
2. Deep Blue (George Harrison) - 3:47

## Formazione
- George Harrison – voce, chitarra elettrica, chitarra slide, cori
- Leon Russell – pianoforte
- Jim Horn – sax tenore, sax baritono, arrangiamento fiati
- Billy Preston – organo
- Klaus Voormann – basso
- Ringo Starr – batteria, battiti di mani
- Jim Keltner – batteria
- Chuck Findley – tromba

## Cover
- Stu Phillips & the Hollyridge Strings in versione easy listening nell'album The George, John, Paul & Ringo Songbook del 1971.[55][56]
- I Top of the Poppers nel 1971.[57]
- Fausto Papetti nell'album 14ª Raccolta del 1972.[58]
- I B.A.L.L. reinterpretarono Bangla Desh nel loro album Bird del 1988.[59]